# Jembangan (Plupuh)
Jembangan is een bestuurslaag in het regentschap Sragen van de provincie Midden-Java, Indonesië. Jembangan telt 2138 inwoners (volkstelling 2010).